# Puchar BVA mężczyzn (2011)
Puchar BVA mężczyzn 2011 - rozgrywki o puchar krajów bałkańskich organizowane przez Balkan Volleyball Association (BVA). Odbyły się w dniach 9-11 września 2011 roku w Klużu-Napoce w Rumunii.
Wzięły w nich udział cztery zespoły, które rozegrały ze sobą systemem kołowym po jednym spotkaniu.
W rozgrywkach zwyciężył klub Universitatea Cluj, który wygrał wszystkie trzy spotkania. Decyzją Europejskiej Konfederacji Piłki Siatkowej (CEV) uzyskał on możliwość startu w sezonie 2011/2012 w Pucharze Challenge.

## Drużyny uczestniczące
Z udziału w Pucharze BVA 2011 zrezygnowały zespoły Marek Junion-Iwkoni Dupnica z Bułgarii i Studenti Tirana z Albanii.
| | Puchar BVA 2011     |  |
| --- | ------------------- |  |
| BRČ | MOK Brčko-Jedinstvo |  |
| RIB | Ribnica Kraljevo    |  |
| SHK | Shkëndija Tetowo    |  |
| U-CLU | Universitatea Cluj  |  |
| Oznaczenia: - kolumna pierwsza – skróty nazw drużyn wpisane na mapie (jeśli ta została zamieszczona), - kolumna trzecia – miejsce zajęte przez daną drużynę w poprzednim sezonie. |                     |  |

## Hala sportowa
| Sala Sporturilor Horia Demian |
| ----------------------------- |
| Kluż-Napoka, Rumunia          |
| Pojemność: 2500               |
|                               |

## Tabela
| Lp. | Drużyna             | Pkt | Mecze | Mecze | Mecze | Sety | Sety | Sety  | Małe punkty | Małe punkty | Małe punkty |
| Lp. | Drużyna             | Pkt | M     | W     | P     | wyg. | prz. | ratio | zdob.       | str.        | ratio       |
| --- | ------------------- | --- | ----- | ----- | ----- | ---- | ---- | ----- | ----------- | ----------- | ----------- |
| 1   | Universitatea Cluj  | 6   | 3     | 3     | 0     | 9    | 3    | 3.000 | 283         | 254         | 1.114       |
| 2   | Ribnica Kraljevo    | 5   | 3     | 2     | 1     | 8    | 4    | 2.000 | 290         | 258         | 1.124       |
| 3   | Shkëndija Tetowo    | 4   | 3     | 1     | 2     | 5    | 7    | 0.714 | 270         | 291         | 0.928       |
| 4   | MOK Brčko-Jedinstvo | 3   | 3     | 0     | 3     | 1    | 9    | 0.111 | 208         | 248         | 0.839       |

Źródło: balkanvolleyball.org
Zasady ustalania kolejności: 1. liczba zdobytych punktów; 2. wyższy stosunek setów; 3. wyższy stosunek małych punktów.
Punktacja: zwycięstwo – 2 pkt; porażka – 1 pkt

## Wyniki spotkań
| Data  | Godzina | Miejsce     | Drużyna 1           | Wynik | Drużyna 2           | Set 1 | Set 2 | Set 3 | Set 4 | Set 5 | Raport |
| ----- | ------- | ----------- | ------------------- | ----- | ------------------- | ----- | ----- | ----- | ----- | ----- | ------ |
| 09.09 | 13:00   | Kluż-Napoka | MOK Brčko-Jedinstvo | 0:3   | Ribnica Kraljevo    | 17:25 | 21:25 | 17:25 |       |       |        |
| 09.09 | 15:30   | Kluż-Napoka | Shkëndija Tetowo    | 1:3   | Universitatea Cluj  | 17:25 | 25:19 | 21:25 | 20:25 |       |        |
| 10.09 | 13:00   | Kluż-Napoka | Shkëndija Tetowo    | 1:3   | Ribnica Kraljevo    | 14:25 | 25:23 | 30:32 | 20:25 |       |        |
| 10.09 | 15:30   | Kluż-Napoka | MOK Brčko-Jedinstvo | 0:3   | Universitatea Cluj  | 23:25 | 19:25 | 19:25 |       |       |        |
| 11.09 | 13:00   | Kluż-Napoka | Shkëndija Tetowo    | 3:1   | MOK Brčko-Jedinstvo | 20:25 | 25:22 | 28:26 | 25:19 |       |        |
| 11.09 | 15:30   | Kluż-Napoka | Ribnica Kraljevo    | 2:3   | Universitatea Cluj  | 23:25 | 25:23 | 28:26 | 21:25 | 13:15 |        |

## Klasyfikacja końcowa
| Lp.                        | Drużyna             |
| -------------------------- | ------------------- |
| 1                          | Universitatea Cluj  |
| 2                          | Ribnica Kraljevo    |
| 3                          | Shkëndija Tetowo    |
| 4                          | MOK Brčko-Jedinstvo |
| Puchar Challenge 2011/2012 |                     |